# BATOFF
 Denne artikel omhandler overvejende eller alene danske forhold. Hjælp gerne med at gøre artiklen mere almen.
BATOFF-kriterierne anvendes i objektorienteret analyse og design som støtte til udarbejdelsen af en systemdefinition og består af seks elementer:
- Betingelser
- Anvendelsesområde
- Teknologi
- Objekter
- Funktioner
- Filosofi

BATOFF-kriterierne benyttes i forbindelse med anvendelsesområdet for at vurdere de forhold, der er gældende for systemets funktion i forholdet mellem virksomhed og omverden.
| Programmering | Spire Denne artikel om datalogi eller et datalogi-relateret emne er en spire som bør udbygges. Du er velkommen til at hjælpe Wikipedia ved at udvide den. |